# Aphyosemion cyanostictum
Aphyosemion cyanostictum är en fiskart som beskrevs av Lambert och Géry, 1968. Aphyosemion cyanostictum ingår i släktet Aphyosemion och familjen Nothobranchiidae. IUCN kategoriserar arten globalt som livskraftig. Inga underarter finns listade i Catalogue of Life.